# 큰 도둑 작은 도둑
《큰 도둑 작은 도둑》(영어: Steal Big Steal Little)은 미국에서 제작된 1995년 코미디 영화이다. 앤드루 데이비스가 연출, 공동 각본을 맡고 제작에 참여하였으며, 앤디 가르시아 등이 출연하였다.

## 출연진
- 앤디 가르시아 - 루빈 마티네즈 / 로비 마틴 역
- 앨런 아킨 - 루 퍼릴리 역
- 레이철 티코틴 - 로라 역
- 조 팬털리아노 - 에디 어고피언 역
- 홀랜드 테일러 - 모나 역
- 앨리 워커 - 보니 마틴 역
- 리처드 브래드퍼드 - 닉 쟁가로 역
- 데이비드 오그던 스타이어스 - 마이어스 판사 역
- 찰스 로킷 - 오티스 보안관 역
- 케빈 매카시 - 리드 타일러 역
- 캔디스 데일리 - 멀리사 역
- 톰 우드

## 기타 제작진
- 협력 제작: 마허 아매드
- 배역: 어맨다 매키 존슨, 캐시 샌드리치
- 의상: 조디 틸런

## 우리말 녹음
MBC 성우진
- 안지환 - 루빈/로비 (앤디 가르시아)
- 황일청 - 루 (앨런 아킨)
- 엄현정 - 로라 (레이철 티코틴)
- 한규희 - 테일러 (케빈 매카시)
- 김호성 - 에디 (조 팬털리아노)
- 김태훈 - 닉 (리처드 브래드퍼드)
- 안장혁 - 해리 (네이선 데이비스)
- 박영희 - 보니 (앨리 워커)
- 박지훈 - 마이어스 (데이비드 오그던 스타이어스)
- 윤성혜
- 이철용
- 정남
- 송준석
- 이상범
- 고성일
- 김서영
- 이자옥
- 채의진
- 표영재